# Walid Osman
Walid Ali Osman (Sabrata, 28 febbraio 1977) è un ex calciatore libico, di ruolo difensore.

## Carriera

### Club
Ha sempre giocato nel campionato libico.

### Nazionale
Ha esordito in Nazionale nel 2003.